# Hôtel de la Salle

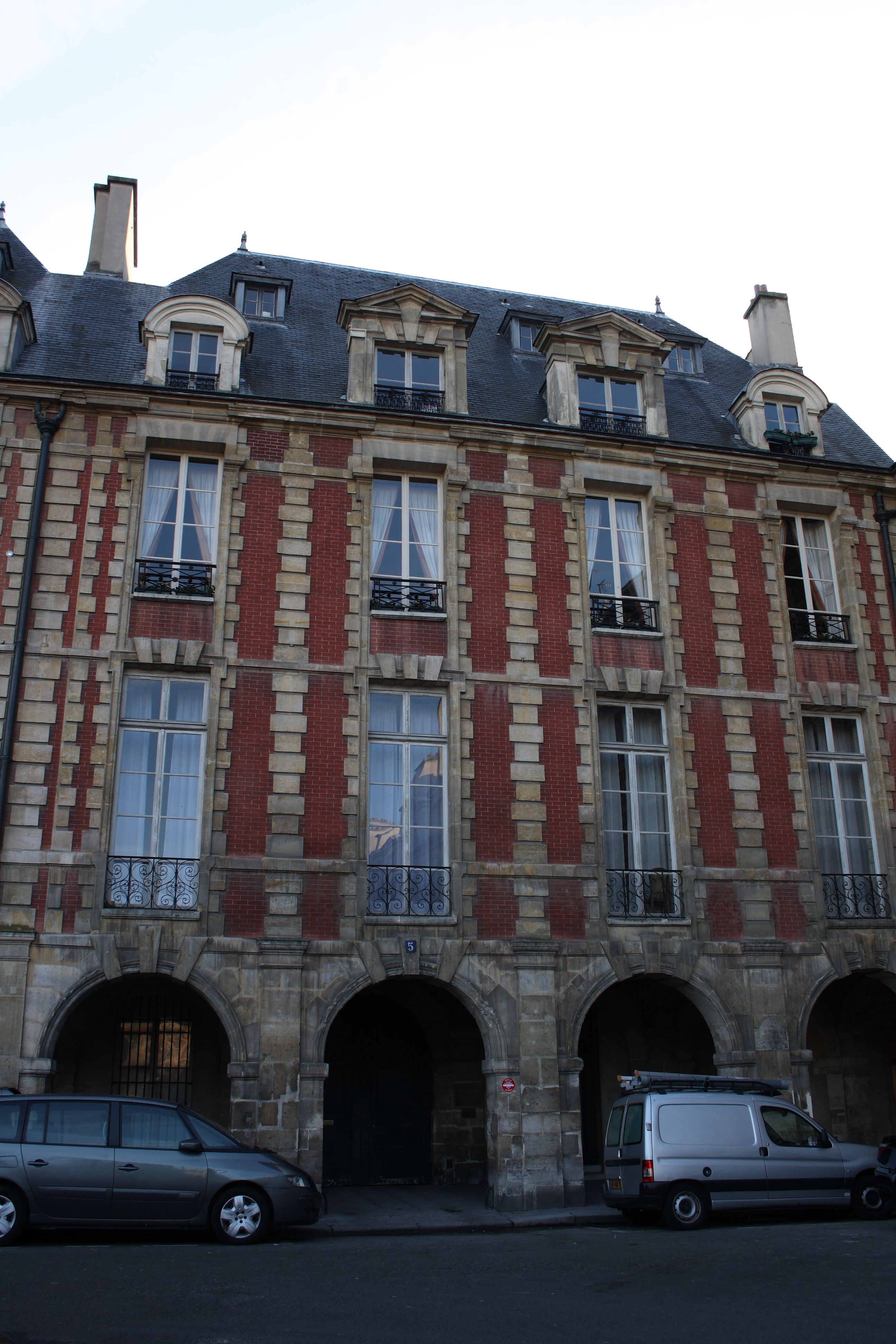
Hôtel de la Salle

Hôtel de la Salle (též Hôtel Castelnau nebo Hôtel de Rotrou) je městský palác v Paříži. Nachází se v historické čtvrti Marais na náměstí Place des Vosges. Palác je v soukromém vlastnictví.

## Umístění
Hôtel de la Salle má číslo 5 na náměstí Place des Vosges. Nachází se na západním konci jižní strany náměstí ve 4. obvodu.

## Historie
Palác nechali vystavět bratři kapitán francouzské gardy Louis de Caillebot a státní rada Lous-François-Claude de Caillebot v roce 1610. V letech 1887–1899 zde žil Jules Cousin, který muzeu Carnavalet a Historické knihovně města Paříže věnoval rozsáhlou sbírku svých pečetidel a knih. V letech 1913–1954 v paláci sídlila Mezinárodní společnost lůžkových vozů a evropských rychlíků (Compagnie internationale des wagons-lits et des grands express européens). Z tohoto období se na chodníku v portálu dochovaly koleje.
Malovaný strop v paláci je od roku 1926 chráněn jako historická památka a od roku 1955 jsou chráněny také fasáda, střechy a podloubí.